# جون رولف (ممثل)
جون رولف (بالإنجليزية: John Rolfe)‏ ممثل بريطاني. تم تسميته على اسم المستعمر جون رولف الذي تزوج بوكاهونتاس في جيمستاون، فيرجينيا.
تشمل أعماله المسرحية ظهوره في بريستول أولد فيك.  وتشمل أعماله التلفزيونية: Z-Cars ، ديكسون أوف دوك قرين، السيدة الأولى، بهدوء ، بهدوء، دكتور، معبد بول ، مستكشفات الأخطاء، من المجهول، الفوج، فخ التجسس، سفينة حربية، ضربة النفط الشمالية، الناجون، وغيرها الكثير. قام بدور أول ساعي بريد في حلقة مستر بين يسافر مجددا من مسلسل مستر بين (لعب دور ساعي البريد الذي شوهد قبل أن يتم القفل على مستر بين في صندوق البريد بعد أن سرق ختم سيدة لرسالته الخاصة). كما لعب غراهام في فيلم مكفيكار عام 1980، بطولة روجر دالتري.

## روابط خارجية
- جون رولف على موقع IMDb (الإنجليزية)
- جون رولف على موقع قاعدة بيانات الفيلم (الإنجليزية)

- [http://www.imdb.com/name/nm0738214/ John Rolfe

] في قاعدة بيانات الأفلام على الإنترنت